# Pädagogik
Pädagogik (Wortbildung aus altgriechisch παιδαγωγικὴ [τέχνη] paidagōgikḗ [téchnē], deutsch ‚[Kunst bzw. Handwerk betreffend die] Führung eines Knaben‘) und Erziehungswissenschaft (EZW) sind Bezeichnungen für eine wissenschaftliche Disziplin, die sich mit der Erziehung und Bildung des Menschen auseinandersetzt.
Die heutige Bevorzugung der Begriffe Erziehungswissenschaft und Bildungswissenschaft spiegelt den historischen Wandel von einer geisteswissenschaftlichen Ausrichtung zu einer größeren Einbeziehung empirischer Verfahren wider.
Nach heutigem Verständnis kommt der Disziplin die Doppelrolle zu, als Reflexionswissenschaft Bildungs- und Erziehungszusammenhänge zu erforschen, aber als Handlungswissenschaft auch Vorschläge zu machen, wie Bildungs- und Erziehungspraxis gestaltet und verbessert werden kann. Ihr Aufgabengebiet bleibt unscharf, da sie interdisziplinär mit zahlreichen Bezugswissenschaften kooperiert. Dazu gehören psychologische, soziologische, philosophische und kulturwissenschaftliche Theorien und Erkenntnisse.
Pädagogik bzw. Erziehungswissenschaft wird an Schulen auch als eigenständiges Fach unterrichtet, so in einigen deutschen Bundesländern an Gymnasien und Gesamtschulen als Fach des sozialwissenschaftlichen Bereichs der Gymnasialen Oberstufe und in anderer Form und Schwerpunktsetzung in der Erzieherausbildung.

## Wortgeschichte
Das Wort Pädagogik entspricht dem altgriechischen παιδαγωγία paidagōgía, deutsch ‚Führen eines Knaben, Erziehen, Unterrichten, Pflege‘, das auf παῖς páis, deutsch ‚Kind‘ und ἄγειν ágein, deutsch ‚führen, leiten‘ zurückgeht. Die Sophisten (Protagoras, Gorgias, Hippias von Elis) mit ihren Überlegungen zur παιδεία paideía, deutsch ‚Erziehung und Unterricht des Kindes‘ markierten den Beginn der abendländischen Pädagogik. Aber im antiken Griechenland bezeichnete der Ausdruck παιδαγωγός paidagōgós zunächst einen Sklaven, der die Kinder aus dem Hause der Eltern in die Schule oder in das Gymnasion und wieder nach Hause begleitete, dann allgemein den Aufseher bzw. Erzieher der Knaben.
Seine heute geläufige Bedeutung erlangte der Ausdruck Pädagogik erst in der zweiten Hälfte des 18. Jahrhunderts, als die Disziplin sich aus der Philosophie und Theologie herausdifferenzierte und als eigenständige Fachwissenschaft emanzipierte.
Im Englischen wird Pädagogik/Erziehungswissenschaft(en) meist als Educational Science(s) oder kurz Education bezeichnet, französisch „sciences de l’éducation“, spanisch „ciencias de la educación“. Wer education ins Deutsche übersetzt, hat zu beachten, dass es meistens Ausbildung und Erziehung bedeutet. Eine Eigenart des Deutschen wird im Begriff Bildung sichtbar, für den es in anderen Sprachen keine Entsprechung gibt. Die Diskussion über Bildung und Bildungstheorie ist deswegen außerhalb des deutschsprachigen Raumes teilweise schwer zu vermitteln.
„Pädagogik“ findet im Englischen und den romanischen Sprachen nur scheinbar Verwendung. Die Wörter „pedagogy“ (englisch), „pédagogie“ (französisch), „pedagogía“ (spanisch) meinen eher eine Praxis und keine Wissenschaft. In anderen Sprachen gibt es jedoch einen Sprachgebrauch wie im Deutschen, z. B. niederländisch „pedagogiek“, polnisch „pedagogika“.

## Differenzierung der BegriffePädagogikundErziehungswissenschaft
Die Unterscheidung der Begriffe Pädagogik und Erziehungswissenschaft lässt sich zunächst aus historischer Perspektive darstellen: Pädagogik stellt den traditionellen, klassischen Begriff dar, dessen Verwendung sich systematisch bis in die Antike zurückverfolgen lässt; Erziehungswissenschaft bzw. Erziehungswissenschaften ist demgegenüber eine neuere Bezeichnung, die in Deutschland speziell ab den 1960er Jahren verstärkt gebraucht wird, um den Wissenschaftscharakter der Disziplin zu betonen.
Die Begriffe Pädagogik und Erziehungswissenschaft werden in der Fachwelt uneinheitlich verwendet. Je nach Einführungswerk werden die Begriffe entweder als synonym verstanden oder es wird versucht, eine Trennung der Begrifflichkeiten zu begründen. Kontrovers diskutiert wird – vor allem im deutschsprachigen Raum – die Idee, der Begriff Erziehungswissenschaft habe den Begriff Pädagogik abgelöst. Der Streit um die Begrifflichkeiten kann nicht ohne Bezugnahme auf wissenschaftstheoretische Überlegungen verstanden werden, denn Autoren, die sich für eine Abgrenzung der Begriffe aussprechen, beziehen sich dabei meist auf „konkurrierende wissenschaftstheoretische Ansätze“. Bei der Abgrenzung der Begriffe soll damit eine spezifische Methode der Beschäftigung mit Erziehungs- und Bildungsfragen bezeichnet werden. Insofern lässt sich die Kontroverse um die beiden Begriffe auch als Streit um ein grundlegendes Selbstverständnis der Disziplin verstehen.
Der Begriff Erziehungswissenschaft betont dabei eher den empirischen und damit aus Sicht des Positivismus einzig wissenschaftlichen Zugang zur Thematik. Erziehungswissenschaft ginge nach diesem Verständnis von der Erziehung als gegebener Tatsache aus, die sie mit empirischen Methoden beschreibt und erklärt. Der Zweck der Erziehungswissenschaft liege demnach „nicht in der Beeinflussung eines erzieherischen Handelns, sondern […] in der Erkenntnis der Gegebenheiten.“ Aufgrund ihrer ausschließlich empirischen Methode vermag es die Erziehungswissenschaft in diesem Verständnis nicht, gleichsam Aussagen über die Aufgaben der Erziehung zu treffen, da man logisch betrachtet nicht von einem deskriptiven Urteil auf ein normatives Urteil schließen kann (Humes Gesetz). Daraus resultiert für diese Interpretation der Disziplin das Problem der Frage nach der Vollständigkeit, da die Untersuchung der Erziehung nicht um die Frage vorbeikäme, wozu die Erziehung überhaupt stattfinde. Die Beantwortung dieser sich aufdrängenden Sinnfragen lässt sich aber nicht aus der Empirie ableiten.
Die Hinwendung der Disziplin zu empirischen Methoden ist dabei als Folge des durch die Aufklärung und den Fortschritt der Naturwissenschaften entstandenen Drucks zur Verwissenschaftlichung der Einzeldisziplinen zu verstehen. Sie ist damit eng verwoben mit der Emanzipation der Disziplin von der praktischen Philosophie, als deren Teil sie seit der Antike aufgefasst wurde. Die Hinwendung zu empirischen Methoden interpretiert Brezinka als Entwicklung von der Pädagogik zur Erziehungswissenschaft; für ihn bezeichnet dies eine Fortschrittsgeschichte. Wichtige historische Schritte einer so verstandenen Entwicklung sind beispielsweise Otto Willmann, der 1876 in seinen Prager Vorlesungen die These vertrat, Pädagogik müsse als Sozialwissenschaft – also als empirische Wissenschaft – angesehen werden, wodurch vor allem eine Abgrenzung zur Philosophie deutlich gemacht wurde. Nennenswert ist in dieser Hinsicht auch Emile Durkheim, der sich 1911 dafür aussprach, man müsse zwischen einer theoretischen Sozialwissenschaft der Erziehung, der Erziehungswissenschaft, und einer praktischen Theorie für Erzieher unterscheiden. Seither wird in diesem Verständnis neben der Bezeichnung der Erziehungswissenschaft als „Sozialwissenschaft“ auch von einer „pädagogischen Realwissenschaft“ gesprochen.
Der Begriff Pädagogik wird in der Regel für jede Art der Beschäftigung mit Erziehungs- und Bildungsfragen verwendet. Er kann also als traditionell erwachsener Oberbegriff für die Disziplin angesehen werden. Darunter fallen Werturteile über erstrebenswerte Ziele der Erziehung und daraus abgeleitete Normen für das erzieherische Handeln sowie Vorschläge über Organisationsformen von Erziehungseinrichtungen, aber auch beschreibende und erklärende Aussagen über die Erziehungswirklichkeit.
Wird Pädagogik in Abgrenzung zur Erziehungswissenschaft – also im speziellen Sinne – verwendet, dann wird damit meist der geisteswissenschaftlich-hermeneutische Zugang zur Thematik betont. In diesem Sinne ist Pädagogik eine Disziplin, die sich aufgrund einer gemeinsamen Methodenpalette kaum von der praktischen Philosophie trennen lässt, und versucht, die Aufgabe erzieherischer Tätigkeit zu klären und normative Schlussfolgerungen für die Praxis herzuleiten. Dabei wird die vorwissenschaftliche pädagogische Praxis als Grundlage betrachtet, die durch methodisch-kritische Reflexion analysiert wird, um die jeweils bestehende Praxis wirkungs- und sinnvoll umzugestalten. Die Verwendung des Begriffs Pädagogik trägt somit zum einen der Ansicht Rechnung, dass Erziehung immer einen Doppelcharakter von Faktizität und Normativität (Erziehung als Tatsache und als Aufgabe) impliziert. Es kann eben nicht nur darum gehen, zu klären, was technische Mittel zur Erreichung gewisser Ziele in der erzieherischen Praxis sein können, sondern auch, welche Ziele diese überhaupt anstreben sollte. Hierbei wird meist auch die Ansicht vertreten, dass es gar keine unbelastete Erziehungswirklichkeit geben könne, die als Grundlage einer empirischen Erziehungswissenschaft fungieren könnte, da Erziehung nicht erschöpfend ohne Bezugnahme auf geschichtliche und gesellschaftliche Bedingungen und Wirkzusammenhänge ergründet werden könne.
Der Versuch, Gründe für die Unterscheidung der Begriffe aufzuzeigen, kann nützlich sein, um das jeweilige Selbstverständnis der Disziplin, das in Beiträgen der Fachwelt ausgedrückt wird, besser zu verstehen. Insgesamt kann die Abgrenzung der beiden Begriffe auch dazu dienen, zu verdeutlichen, dass für die Disziplin unterschiedliche Aspekte konstituierend sind. Sie beinhaltet damit einen handlungsleitenden und einen beschreibenden Aspekt sowie einen geisteswissenschaftlichen und empirischen Zugang zu erziehungsrelevanten Fragen.

## Geschichte

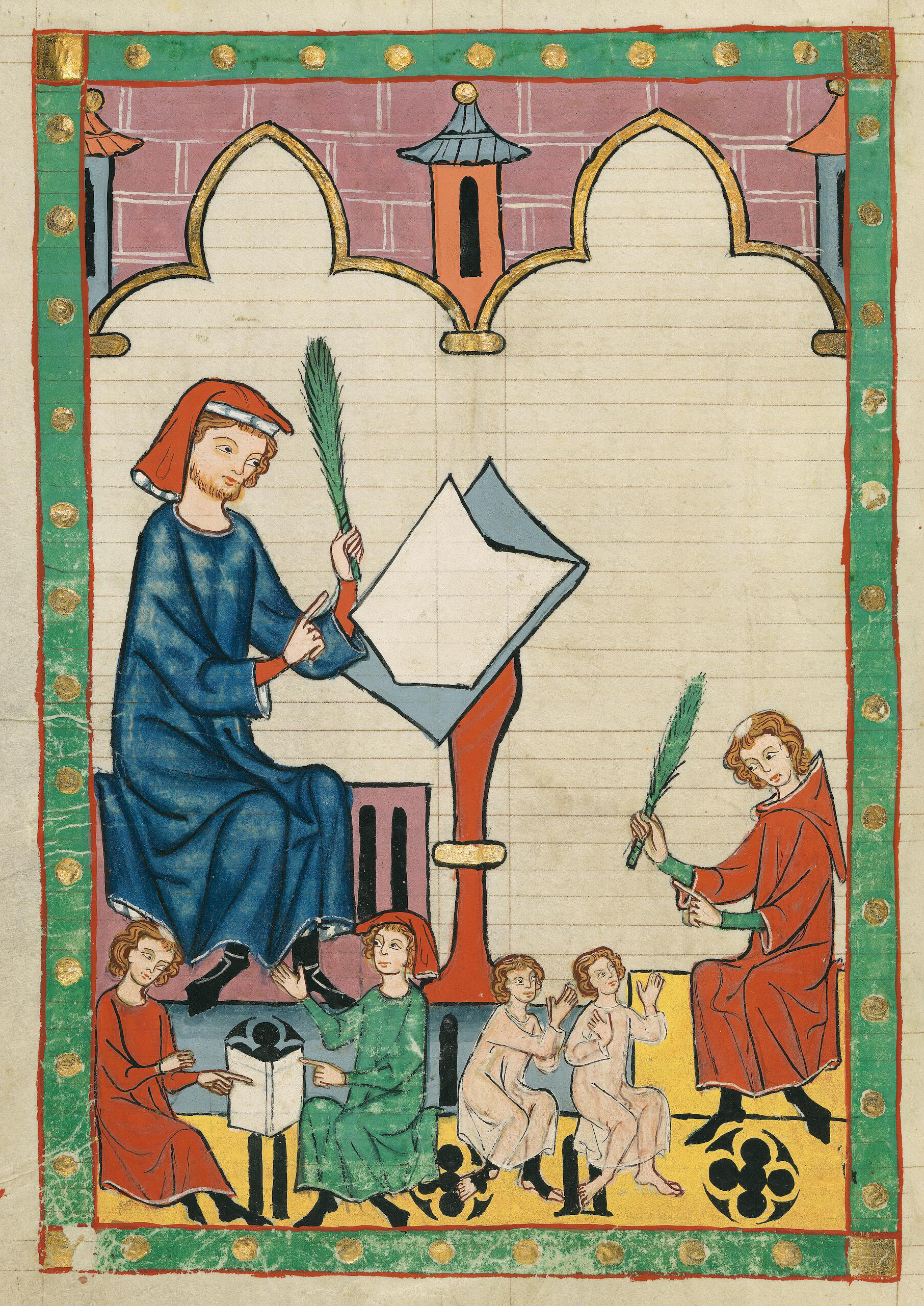
Der Schulmeister von Eßlingen (Codex Manesse, 14. Jh.)

Die Pädagogik legitimierte sich lange Zeit über die Ausbildung des Nachwuchses an Lehrern und Geistlichen und bezog ihre Kenntnisse und Theorien vor allem aus Nachbardisziplinen, wie der Philosophie oder Theologie, der Psychologie oder Soziologie. Ernst Christian Trapp war 1779 der erste Gelehrte, der in Deutschland als Professor der Pädagogik berufen wurde. Die traditionelle Bezeichnung Pädagogik findet sich in Anklang an die in weiten Teilen nicht mehr fortgesetzte Geisteswissenschaftliche Pädagogik bis zum Ende der 1950er-Jahre. In den 1960er- und 1970er-Jahren setzte eine intensive Debatte über den wissenschaftstheoretischen Standort und die wissenschaftspolitische Verortung der Pädagogik ein. In der Diskussion standen insbesondere die bisher vorherrschende Geisteswissenschaftliche Pädagogik und die mit ihr verbundenen Forschungsmethoden (Hermeneutik, Phänomenologie, Dialektik). Um die Hinwendung zu empirischen Forschungsmethoden kenntlich zu machen, hat sich in den 1960er-Jahren alternativ der Begriff Erziehungswissenschaft durchgesetzt, seltener wird auch der Begriff Bildungswissenschaft bevorzugt. Die Pädagogische Anthropologie berücksichtigt hierbei, dass der Mensch als ein mit Freiheit grundsätzlich begabtes Wesen zu betrachten ist, das sich nicht durch geschickte Lehr- und Erziehungstechniken „herstellen“ lässt, sondern von Seiten der Lehrenden/Erziehenden lediglich angeregt und angeleitet werden kann, sich selbst zu bilden, wie es heute vor allem der Konstruktivismus lehrt.
Seit 1908 (Zulassung von Mädchen zum Abitur in Preußen) wird Pädagogik/Erziehungswissenschaft auch an weiterführenden Schulen, zunächst am Lyceum, dann als Fach des Bereichs „Frauenschaffen“ (Erziehung im Nationalsozialismus) und heute als allgemeinbildendes Schulfach „Erziehungswissenschaft“ in der Oberstufe/Sek II des Gymnasiums in einigen Bundesländern (Bremen, Niedersachsen, NRW, Hamburg, Brandenburg) unterrichtet. In fast allen Bundesländern wird Pädagogik auch an Beruflichen Gymnasien, welche den Schwerpunkt Sozialpädagogik anbieten, als Profilfach (Pädagogik/Psychologie) erteilt. Schulischer Pädagogikunterricht hat also eine über hundertjährige Tradition.

## Ziele und Aufgaben der Pädagogik
Es besteht innerhalb der Disziplin kein Konsens über die Ziele und Aufgaben der Pädagogik bzw. Erziehungswissenschaft. Weit verbreitet ist z. B. die Ansicht, Aufgabe der Erziehungswissenschaft sei die wissenschaftliche Beobachtung und Analyse der pädagogischen Wirklichkeit. Dabei werden teils naturwissenschaftlich-empirische Methoden (Messungen, wiederholbare Experimente), teils hermeneutische Methoden (Geisteswissenschaftliche Pädagogik) eingesetzt.
Eine weitere, häufig vertretene Position ist, dass Pädagogik (als Handlungswissenschaft) der pädagogischen Praxis Wissen und Normen zur Verfügung stellen solle, damit diese Mündigkeit und Selbstbestimmung fördern könne (Kritische Erziehungswissenschaft). Damit soll, so der Anspruch, die Erziehungswissenschaft selbst zu einem Faktor, der die pädagogische Wirklichkeit mit formt, werden. Jedoch muss man dazu sagen, dass schon Immanuel Kant die unvermeidlichen Schwierigkeiten einer solchen angestrebten Formung der pädagogischen Wirklichkeit hervorgehoben hat: 

„Eines der größten Probleme der Erziehung ist, wie man die Unterwerfung unter den gesetzlichen Zwang mit der Fähigkeit, sich seiner Freiheit zu bedienen, vereinigen könne. Denn Zwang ist nötig! Wie kultiviere ich die Freiheit bei dem Zwange?“

Damit hat Kant eine grundsätzliche Thematik des modernen Pädagogischen auf den Punkt gebracht. Danach stellt sich aber gleichzeitig die Frage, wo genau Freiheit, Mündigkeit und Selbstbestimmung der zu-Erziehenden denn eigentlich herkommen sollen, wenn die Pädagogik für die Praxis bzw. der handelnde Pädagoge für die zu-Erziehenden von außen das Wissen definiert bzw. für diese zu-Erziehenden Regeln und Normen bestimmt. In seiner Schrift Beantwortung der Frage: Was ist Aufklärung? bestimmte Kant die Unmündigkeit des Menschen (nicht: des Erwachsenen im Gegensatz zum Kind) als 

„das Unvermögen, sich seines Verstandes ohne Leitung eines anderen zu bedienen. […] Habe Mut, dich deines eigenen Verstandes zu bedienen! ist also der Wahlspruch der Aufklärung.“

Eine selbstbestimmte, mündige und damit aufgeklärte Haltung in Abgrenzung zur Unmündigkeit als Fremdbestimmung durch Andere bedeutet damit nach Kant aber gerade das Heraustreten, den „Ausgang“ aus einem Zustand der Fremdbestimmung durch Normen, Ordnungen usw. Eine aufgeklärte Pädagogik im Sinne Kants ließe sich damit zum Beispiel als Kritik der zu-Erziehenden am pädagogischen Eingriff, der Individuen an pädagogisch bereitgestelltem Wissen, Ordnungen und Normen, vorstellen. Insofern stünde eine als Handlungswissenschaft auftretende Pädagogik, die definiert, wie Erziehung „richtig geht“, damit aber pädagogische Normen bestimmt, der kantischen Tradition von Mündigkeit, Aufklärung und Selbstbestimmung geradezu entgegen.
Ein Beispiel dafür, wie die Legitimität dieser und jedweder pädagogischer Praxis bestritten werden kann, ist die sogenannte Antipädagogik. In Zeiten, in denen empirische Untersuchungen wie PISA wissenschaftliche und öffentliche Diskussionen sowie politische Entscheidungen dominieren, scheinen derartige Diskurse heute allerdings keinen Bezug zur gesellschaftlichen Wirklichkeit zu haben.
Nach Dieter Lenzen ist Pädagogik die Lehre, Theorie und die Wissenschaft von der Erziehung und Bildung nicht nur der Kinder, sondern – seit dem Vordringen der Pädagogik in viele Bereiche der Gesellschaft – auch der Erwachsenen (siehe Andragogik) in unterschiedlichen pädagogischen Feldern wie Familie, Schule, Freizeit und Beruf.
Ein spezielles Problem stellt die notwendige Professionalität in pädagogischen Berufen dar, zu der Hermann Giesecke eine eigene Theorie vorgelegt hat, nach der pädagogisches Handeln in diesem Sinn grundsätzlich kognitiv orientiert sei und immer wieder reflektiert werden müsse. Ulrich Oevermann sieht in der Professionalisierung ein berufssoziologisches Problem. Konträr dazu stehen Auffassungen, die eine stärkere, auch affektive Identität von Leben, Lehren und Lernen anstreben, die etwa in der Demokratiebildung durch Volker Reinhardt vertreten werden.

## Subdisziplinen und Fachrichtungen
In der Entstehungsgeschichte der Pädagogik, in Deutschland insbesondere auch im Rahmen der Einführung und Etablierung von pädagogischen Hauptfachstudiengängen (z. B. Diplom und Magister) an Universitäten in den 1960er- und 1970er-Jahren, hat sich die wissenschaftliche Pädagogik stark ausdifferenziert. Dem entspricht ein immer breiter ausdifferenziertes Berufsfeld für Berufe mit erziehungswissenschaftlicher Ausbildung. Die damit verbundene Entstehung von Sub- bzw. Teildisziplinen, Anwendungsfächern und Fachrichtungen spiegelt sich insbesondere in der Struktur der erziehungswissenschaftlichen Fachverbände und den pädagogischen Fakultäten, Fachbereichen und Instituten an den Universitäten und statusmäßig gleichgestellten Hochschulen wider, ist jedoch keinesfalls unumstritten und befindet sich in einem stetigen Wandel. Darüber hinaus ist diese Liste lediglich eine Aufzählung der wichtigsten Disziplinen und Fachrichtungen und keinesfalls abschließend. Die Erziehungswissenschaft gliedert sich inzwischen in mindestens 25 Subdisziplinen und Fachrichtungen und stellt heute in Deutschland das zweitgrößte Universitätsfach dar.
Aufgrund dieses Pluralismus ist es schwierig, eine verbindliche Struktur der Disziplin der Pädagogik zu zeichnen. Herbert Gudjons sagt in seiner Einführung in die Pädagogik, dass man deshalb nicht von „der“ Gliederung „der“ Erziehungswissenschaften sprechen kann. Eine Möglichkeit, die Pädagogik zu strukturieren, ist eine Aufteilung in drei Ebenen:
- Ebene 1: Subdisziplinen oder Teilbereiche, die sich bereits etabliert haben
- Ebene 2: Fachrichtungen, die Spezialisierungen der Pädagogik darstellen, aber sich noch nicht als größere Subdisziplin herausgebildet haben
- Ebene 3: Praxisfelder, die Teil der erziehungswissenschaftlichen Diskussion und Forschung sind

Neben diesen drei Ebenen gibt es noch interdisziplinär arbeitende Bereiche, wie etwa die pädagogische Psychologie, und Nachbardisziplinen der Pädagogik, wie etwa die Soziologie.

### Wesentliche Subdisziplinen der Pädagogik
Die Pädagogik als anwendungsorientierte Lehre vom Erziehen und Bilden hat eine Vielzahl von Subdisziplinen, die z. B. an Universitäten als Lehrstühle explizit ausgewiesen sind und studiert werden können. Auch wenn aufgrund der Pluralität in der Pädagogik ein verbindlicher Kanon sich nicht durchgesetzt hat, so werden in Einführungen und Überblicken in der Regel die folgenden Teilbereiche als wichtige Subdisziplinen der Pädagogik genannt:
- Allgemeine Pädagogik: Die „Königsdisziplin“ befasst sich mit der theoretischen Grundlegung des Faches. Sie behandelt die grundlegenden Fragestellungen, wichtige pädagogische Grundbegriffe und Forschungsmethoden sowie Querschnittsthemen, die für alle Subdisziplinen relevant sind.[28] Zu den Themen der allgemeinen Pädagogik zählen auch die Anthropologie und die Philosophie der Erziehung.[27]
- Sozialpädagogik: Gegenstand der Sozialpädagogik ist Erziehung, Bildung im Zusammenhang mit sozialstaatlicher Intervention; Themen sind z. B. Beratung, Jugendarbeit, Einzelfallhilfe, Gruppen- und Gemeinwesenarbeit.[27]
- Berufs- und Wirtschaftspädagogik: Diese Subdisziplinen konzentrieren sich auf Fragen der Berufserziehung in beruflichen und vorberuflichen Bildungsgängen sowie in der Weiterbildung.[29]
- Historische Pädagogik: Die Historische Pädagogik befasst sich mit der Geschichte der Pädagogik sowie der Geschichte von Erziehung und Bildung.[27]
- Vergleichende Pädagogik oder Interkulturelle und International Vergleichende Erziehungswissenschaft: In dieser Subdisziplin werden Erziehung in Bildung in verschiedenen Ländern vergleichend erforscht. Forscher untersuchen ferner Bildungsinstitutionen weltweit und deren regionale Eigenheiten, die Rolle von Bildung für eine nachhaltige Entwicklung von Regionen und Gesellschaften und Bildung und Erziehung unter der Bedingung von Migration.[30]
- Schulpädagogik: Die Schulpädagogik befasst sich mit der Erforschung der Theorie und Praxis von Schulleben und Unterricht.
- Erwachsenen- und Weiterbildung: Diese Subdisziplin dient der Erforschung der allgemeinen kulturellen und politischen Erwachsenenbildung bis hin zu beruflicher oder betrieblicher Weiterbildung.[31]
- Sonderpädagogik: Die Sonderpädagogik beschäftigt sich mit der schulischen und außerschulischen Erziehung und Förderung von Menschen mit Behinderung; Themen sind z. B. die Blindenpädagogik oder Rehabilitation.[27]
- Vorschulpädagogik: Diese Subdisziplin der Pädagogik konzentriert sich auf die Altersgruppe der Vorschulkinder und adressiert Fragen der Bildung, Erziehung und Betreuung von Kindern in Tageseinrichtungen wie Kindergarten oder Vorschule.[32] Man findet Fragen der Vorschulpädagogik auch unter den Stichworten Frühpädagogik oder Kleinkindpädagogik.[27]

Die (Allgemeine) Didaktik befasst sich im Unterschied zu Fachdidaktiken mit der Theorie des Unterrichts allgemein, in allen Fächern und Bereichen. Die Didaktik wird als Subdisziplin nicht immer separat aufgeführt, sondern z. B. als Teil der Schulpädagogik oder Unterrichtswissenschaft. Fachdidaktiken im Sinne spezieller Unterrichtstheorien und -methodiken werden in der Regel nicht als Teil der Pädagogik, sondern als Teil der Fachwissenschaften gesehen, also z. B. eine Didaktik des Deutschunterrichts oder eine Mathematikdidaktik.

### Fachrichtungen und Praxisfelder der Pädagogik
Neben den Subdisziplinen umfasst die Pädagogik eine Vielzahl von weiteren Fachrichtungen, die noch nicht den Status einer etablierten Subdisziplin erreicht haben, aber als Spezialisierung in der Pädagogik eine Rolle in Forschung und Lehre spielen. Zu solchen Fachrichtungen zählen unter anderem die Betriebspädagogik, Freizeitpädagogik, Kulturpädagogik, Theaterpädagogik, Medienpädagogik, Museumspädagogik, Spielpädagogik, Verkehrspädagogik, Umweltpädagogik, Friedenspädagogik und Sexualpädagogik. Die Deutsche Gesellschaft für Erziehungswissenschaften führt ferner als eine wichtige Sektion in ihrer Gesellschaft die erziehungswissenschaftliche Frauen- und Geschlechterforschung auf. Diese befasst sich übergreifend mit Schul- und Sozialpädagogik, Erwachsenenbildung, Berufs- und Wirtschaftspädagogik und weiteren grundlegenden pädagogischen Fragestellungen mit der Frage, ob und in welcher Weise das gesellschaftliche Geschlechterverhältnis darin wirksam ist. Bei der Bedeutung dieser Fachrichtungen spielen auch aktuelle gesellschaftliche Diskussionen über erkannte Erziehungsdefizite und Reformimpulse eine Rolle (Frauenbewegung, Umweltbewegung, Neue Medien).
Schließlich gibt es in der Pädagogik noch die Ebene der Praxisfelder wie die Gesundheitserziehung, Verkehrserziehung oder Umwelterziehung, die zwar Teil der pädagogischen Forschung sind, jedoch nur manchmal, aber nicht immer eine Subdisziplin oder Fachrichtung hervorgebracht haben.

### Interdisziplinäre Ansätze
Die fachübergreifenden bzw. interdisziplinär angelegten pädagogischen Sub- und Teildisziplinen bearbeiten pädagogische Fragestellungen mit Hilfe der Methoden von anderen Fachwissenschaften. Die aufgelisteten fachübergreifenden Disziplinen sind dadurch keiner der jeweils beteiligten Wissenschaftsdisziplinen fest zugeordnet, vielmehr sind die Lehrstühle bzw. Abteilungen unsystematisch und meist historisch bedingt mal den pädagogischen Instituten und Fachbereichen, mal den Einrichtungen der jeweiligen Nachbardisziplin zugeordnet.
- Pädagogische Anthropologie[35]
- Pädagogische Psychologie
- Pädagogische Soziologie, Bildungssoziologie
- Ethnopädagogik

### Nachbardisziplinen
In der Geschichte der Erziehungswissenschaft hat sich die pädagogische Diskussion immer auch auf Erkenntnisse und Wissen vieler anderer Wissenschaftsdisziplinen bezogen, die in diesem Sinne als Hilfswissenschaften einbezogen werden. Da sich die Pädagogik aus der praktischen Philosophie heraus entwickelte (siehe auch: Geschichte der Pädagogik), bleibt die Philosophie bis heute eine der wichtigsten Nachbardisziplinen. Weitere Beispiele für bedeutsame Nachbardisziplinen sind:
- Anthropologie
- Neurowissenschaften
- Psychologie, insb. Entwicklungspsychologie, Sozialpsychologie, Lernpsychologie und Psychoanalyse; je nach pädagogischer Problemstellung auch die Klinische Psychologie oder die Organisationspsychologie
- Soziologie, insbesondere Erziehungssoziologie, Familiensoziologie, Kultur der Elternschaft, Kriminologie
- Verhaltensbiologie
- Kriminologie

## Wissenschaftstheoretische Einordnung

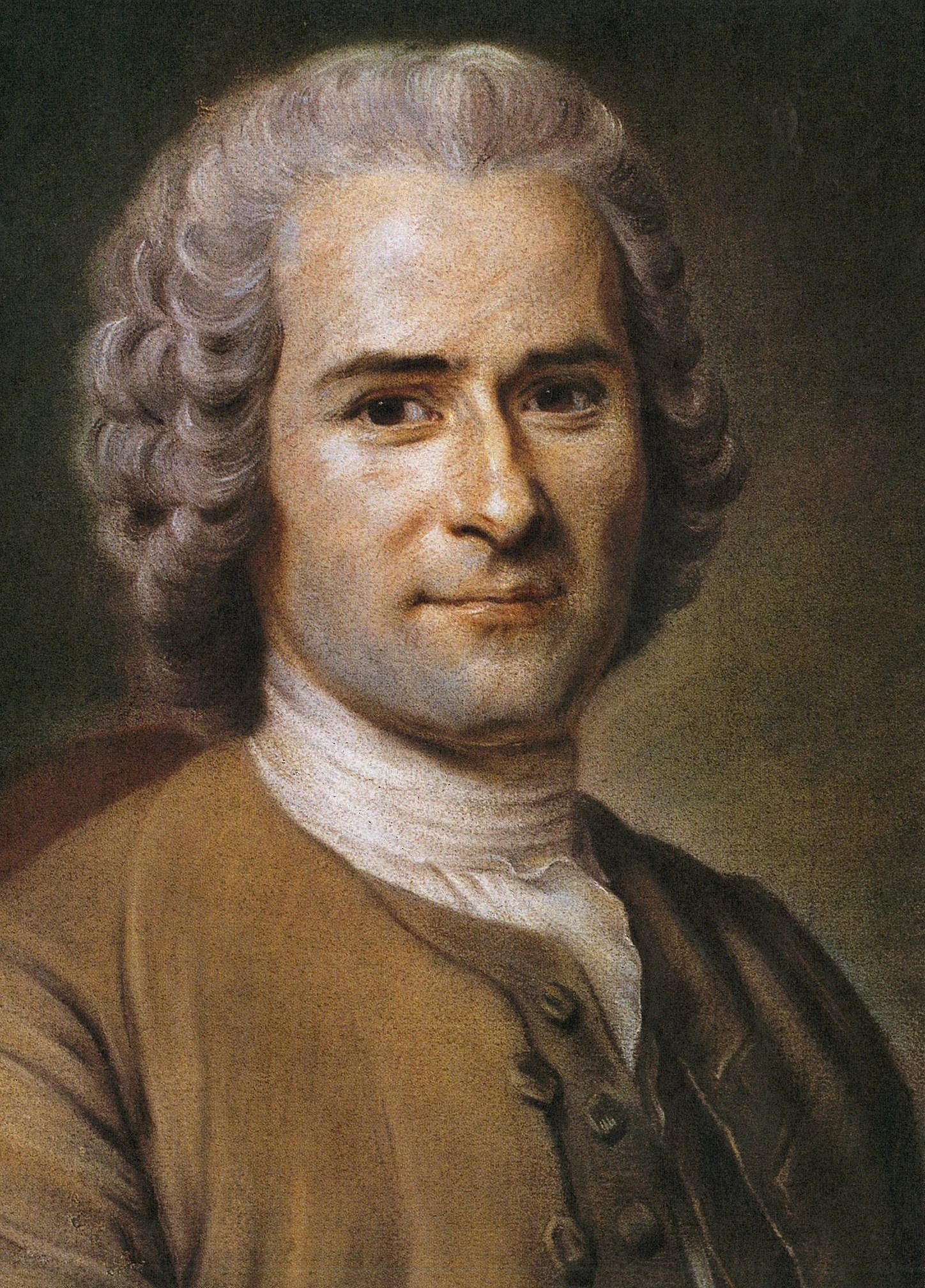
Jean-Jacques Rousseau, Porträt von Maurice Quentin de La Tour

Es lassen sich drei Grundpositionen bzw. Wissenschaftskonzeptionen unterscheiden, die im Zuge der jüngeren Entwicklung des Faches besonders bedeutsam geworden sind und zugleich drei „Hauptströmungen“ der Erziehungswissenschaft entsprechen.
- Die Empirische Erziehungswissenschaft, mit empirisch-analytischem Ansatz
- Die Geisteswissenschaftliche Pädagogik, mit hermeneutischem Ansatz
- Die Kritische Erziehungswissenschaft, mit dem zentralen Begriff des (emanzipatorischen) Erkenntnisinteresses

Die heftige Auseinandersetzung der verschiedenen wissenschaftstheoretischen Positionen in den 1960er- und 1970er-Jahren mündete in die Einsicht, dass sich die Erziehungswissenschaft durch die Vielfalt ihrer Zugänge charakterisiert und auszeichnet. So gibt es unterschiedliche wissenschaftliche Zugänge verstehender und erklärender Art, aber auch eigenständige Beiträge der angrenzenden Disziplinen wie Soziologie und Psychologie, die sich im Sinne eines Ergänzungsverhältnisses verstehen lassen (vgl. Erziehungssoziologie, Pädagogische Soziologie und Pädagogische Psychologie).
Inhaltlich hat die Pädagogik über lange Zeit die Schule als Bildungsinstitution und Raum für Lernen und Lehren fokussiert. Mit der zunehmenden Ausweitung des Blicks auf alle Altersstufen und Lernräume des Menschen hat sich – zumindest in der Forschung – die Ausrichtung der Erziehungswissenschaft wesentlich verändert. An vielen Hochschulen werden deswegen verstärkt Studiengänge mit dem Schwerpunkt Erwachsenen- und Weiterbildung/Neue Medien angeboten, da sich in diesen Bereichen zunehmend und in besonderer Weise neue Aufgaben für Pädagogen stellen. Allerdings wird der Begriff „Pädagogik“ für die Zielgruppe „Erwachsene“ in Frage gestellt und teilweise z. B. durch den – gleichwohl ebenfalls umstrittenen – Begriff Andragogik (Männer-Führung) ersetzt.
Ein weiteres Problemfeld der Pädagogik ist die kritische Auseinandersetzung mit den ihr zugrunde liegenden Werten und Wertvorstellungen (vergleiche Wert, Werttheorie). Im Allgemeinen kann festgestellt werden, dass pädagogische Zielvorstellungen auf obersten Werten und von diesen abgeleiteten Normen beruhen, deren allgemeine bzw. universalistische – also kultur- und gesellschaftsübergreifende – Geltung umstritten ist. Das Teilgebiet der pädagogischen Ethik behandelt diese Fragestellungen. Eine vergleichbare Diskussion um die Universalisierbarkeit von Werten und Normen wird auch innerhalb der Ethik geführt (vgl. z. B. für den Entwurf einer Ethik mit universalistischem Anspruch das Werk von Karl-Otto Apel).

## Erziehungswissenschaftliche Grundbegriffe
In der Pädagogik existiert eine Diskussion über die Rangfolge bedeutsamer Grundbegriffe. Erziehung und/oder Bildung stehen meist an erster Stelle, dicht gefolgt vom Konzept der Sozialisation (mitunter auch Enkulturation). Hinzu kommt der psychologische Begriff des Lernens (manchmal auch Entwicklung).
Zu den zentralen Begriffen der Erziehungswissenschaft, deren Definition zum Teil je nach wissenschaftstheoretischem Standpunkt variiert, gehören ohne Anspruch auf Vollständigkeit noch:
- Didaktik, Methodik, Schule, Unterricht
- Fürsorge, Beratung, Diagnostik
- Information, Wissen, Kompetenz

Zur pädagogischen Grundhaltung gehören Vertrauen, Offenheit (Ehrlichkeit, Echtheit), Empathie, Wertschätzung (Geborgenheit).

## Verbreitung: Deutschland
Für den Zeitraum von 1918 bis 1965 wurden in Deutschland insgesamt 280 Professoren der Erziehungswissenschaft gezählt. 1984 bestanden bundesweit rund 1000 Professuren. Heute ist die Pädagogik/Erziehungswissenschaft in Deutschland das sechststärkste Fach.
Zahl der Professoren (ohne Emeriti, außerplanmäßige, Honorar- und Gastprofessoren) an den größten Universitäten des Landes:
| Universität                  | Professoren für Pädagogik bzw. Erziehungswissenschaft | Professoren insgesamt | Stand und Einzelnachweise |
| ---------------------------- | ----------------------------------------------------- | --------------------- | ------------------------- |
| Universität Münster          | 26                                                    | 593                   | 2016/2017                 |
| Goethe-Universität Frankfurt | 23                                                    | 584                   | 2016/2017                 |
| LMU München                  | 13                                                    | 738                   | 2016/2017                 |
| Universität zu Köln          | 07                                                    | 503                   | 2016/2017                 |

Zum Vergleich: An einer der größten Lehrerausbildungsstätten der Vereinigten Staaten, der University of California, San Diego, an der jährlich mehr als 1000 Nachwuchslehrer ihren Abschluss erwerben, wird ein Fach „Pedagogy“ gar nicht angeboten.
Pädagogikunterricht ist in Deutschland ein eigenes Bildungsfach.
Erziehungswissenschaften war zudem in den 1970er-Jahren in Nordrhein-Westfalen nach der Reform des berufsbildenden Schulwesens für den Bereich Erzieherinnenausbildung (Schwerpunkt 15) ein zentrales Fach in der Ausbildung, das Fächerinhalte der klassischen Pädagogik, der Erziehungswissenschaft- und Entwicklungspsychologie sowie einiger Inhalte der Soziologie miteinander integrierte. Das Fach existiert in diesem Bereich und in dieser Form inzwischen nicht mehr.

### Einführungen
- Dietrich Benner: Allgemeine Pädagogik. Eine systematisch-problemgeschichtliche Einführung in die Grundstruktur pädagogischen Denkens und Handelns. 8., überarbeitete Auflage. Beltz Juventa, Weinheim 2015, ISBN 978-3-7799-2181-3.
- Hermann J. Forneck, Daniel Wrana: Ein verschlungenes Feld. Eine Einführung in die Erziehungswissenschaft. Bertelsmann, Bielefeld 2003, ISBN 3-7639-3164-3.
- Hermann Giesecke: Einführung in die Pädagogik. 7. Auflage. Juventa, Weinheim u. a. 2004, ISBN 3-7799-0595-7.
- Hermann Giesecke: Pädagogik als Beruf. Grundformen pädagogischen Handelns. 12., überarb. Auflage. Juventa, Weinheim/München 2015, ISBN 978-3-7799-3262-8.
- Herbert Gudjons, Silke Traub: Pädagogisches Grundwissen: Überblick – Kompendium – Studienbuch. (= UTB. Bd. 3092). 13., aktualis. Auflage. Verlag J. Klinkhardt, Bad Heilbrunn [2020], ISBN 978-3-8252-5523-7.
- Dietrich Hoffmann: Erziehungswissenschaft. Eine Einführung, Kohlhammer, Stuttgart 1980, ISBN 3-17-005592-5.
- Friedrich W. Kron: Grundwissen Pädagogik. (= UTB für Wissenschaft. Große Reihe: Pädagogik 8038). 6., überarbeitete Auflage. Reinhardt, München u. a. 2001, ISBN 3-8252-8038-1.
- Hans-Christoph Koller: Grundbegriffe, Theorien und Methoden der Erziehungswissenschaft: Eine Einführung. (= Urban Taschenbücher). 9. Auflage. Kohlhammer, Stuttgart 2021, ISBN 978-3-17-039810-8.
- Jürgen Raithel, Bernd Dollinger, Georg Hörmann: Einführung Pädagogik. Begriffe, Strömungen, Klassiker, Fachrichtungen. 3. Auflage. VS – Verlag für Sozialwissenschaften, Wiesbaden 2009, ISBN 978-3-531-16320-8.

### Klassiker
Ohne Zweifel zählen im deutschsprachigen Raum zu den klassischen Vordenkern der Pädagogik: aus der gemeineuropäischen Frühen Neuzeit Melanchthon, die jesuitische Ratio studiorum, Comenius, Locke, Rousseau, Kant, Pestalozzi, dann Wilhelm von Humboldt, Schleiermacher, Herbart, Diesterweg, Fröbel, Kerschensteiner. Schon bei den vielen Autoren des Philanthropismus im 18. Jh. oder der Reformpädagogik im frühen 20. Jh. wird es schwierig auszuwählen. Auch die einflussreichen Pädagogen der Weimarer Republik Eduard Spranger, Hermann Nohl und Theodor Litt sowie nach 1945 Heinrich Roth, Wolfgang Klafki oder Wolfgang Brezinka sind keine unstrittigen Klassiker. Hinzu kommen weitere vielzitierte, dennoch umstrittene Klassiker aus anderen Staaten wie John Dewey, Anton Makarenko und die Sowjetpädagogik, Maria Montessori, Jean Piaget, A. S. Neill (Summerhill), Célestin Freinet, Ellen Key, Grundtvig, Janusz Korczak, Tagore, Paulo Freire. Auch antike Autoren wie Platon (Politeia) und Quintilian gelten als pädagogische Klassiker.
Klassiker der Pädagogik können unterschiedlich definiert werden. Häufig genannt werden die Kriterien, dass das Werk einen wichtigen Forschungsbeitrag geleistet hat und immer noch richtungsweisend für die gegenwärtige Forschung sein muss. Dem steht aber entgegen, dass viele Werke, die heute selbstverständlich als Klassiker bezeichnet werden, zwar einen wichtigen Forschungsbeitrag geleistet haben, für die aktuelle Forschung in ihrem Kern jedoch irrelevant sind.
Einen Versuch, einheitliche Kriterien zu finden, um Klassiker der Pädagogik zu definieren, macht Michael Winkler und definiert sechs Funktionen: Klassiker müssen 1) «die soziale Gemeinschaft einer Profession oder Disziplin» bestimmen, 2) «eine Identität als Profession oder Disziplin» stiften, 3) den Gegenstandsbereich der Disziplin, der sie angehören, umgrenzen, 4) Tatbestände paradigmatisch aufzeigen, 5) Tabus brechen, um Distanzierungen vom aktuellen Forschungsstand der Disziplin zu ermöglichen und Alternativen aufzuzeigen und 6) den Denkstil und kognitiven Habitus der Disziplin, der sie angehören, prägen.
Einen Versuch, die vielen Definitionen von Klassikern zu vereinheitlichen, macht schließlich Ulrich Herrmann. Er postuliert drei Bedingungen, damit ein pädagogisches Werk als Klassiker gelten kann.
1. Es muss praktisch wirksam sein in Begründung und Erprobung erfolgreicher Lösungsvorschläge.
2. Es muss aus seinen Lösungsvorschlägen resultierende neue Denkmodelle und Fragestellungen postulieren.
3. Es muss konkrete Maximen der Erziehung und Bildung, des Lehrens und Lernens etc. postulieren, die dazu geeignet sind, pädagogisches Interagieren und Kommunizieren anzuleiten, was als die Grundlage der erziehungswissenschaftlichen Theoriebildung angesehen werden kann.

Infolge dieser Definition kann eine weit breitere Palette an Werken als Klassiker der Pädagogik angesehen werden, als dies durch die anfangs gegebene Definition möglich wäre. Trotzdem ist die Definition klarer umgrenzt als diejenige, die Winkler gibt, und lässt zu, dass zahlreiche Werke der Pädagogik anhand genau definierter Kriterien analysiert und als Klassiker oder Außenseiter der Pädagogik klassifiziert werden können. Hier folgt eine winzige Auswahl klassischer Werke:
- Johann Friedrich Herbart: Allgemeine Pädagogik aus dem Zweck der Erziehung abgeleitet (= Kamps pädagogische Taschenbücher. Blaue Reihe, Bd. 23). Herausgegeben von Hermann Holstein. 6., durchgesehene und verbesserte Auflage. Kamp, Bochum 1983, ISBN 3-592-71230-6.
- Hans-Josef Wagner: Wilhelm von Humboldt: Anthropologie und Theorie der Menschenkenntnis (= Werkinterpretationen pädagogischer Klassiker). Wissenschaftliche Buchgesellschaft, Darmstadt 2002, ISBN 3-534-15197-6. (Für Humboldt müssen mehrere Schriften über den Königsberger Schulplan hinaus ausgewertet werden.)
- Friedrich Schleiermacher: Texte zur Pädagogik: Kommentierte Studienausgabe. Hg. v. Jens Brachmann, 2 Bde., Frankfurt am Main 2000, ISBN 3-518-29051-7.
- Maria Montessori: Die Entdeckung des Kindes. Herausgegeben und eingeleitet von Paul Oswald und Günter Schulz-Benesch. 19. Auflage. Herder, Freiburg im Breisgau u. a. 2007, ISBN 978-3-451-14795-1.
- Siegfried Bernfeld: Sisyphos oder die Grenzen der Erziehung. Internationaler Psychoanalytischer Verlag, Leipzig / Wien / Zürich 1925 (7. Auflage. (= Suhrkamp-Taschenbuch Wissenschaft 37). Suhrkamp, Frankfurt am Main 1994, ISBN 3-518-27637-9). (Die Psychoanalyse ist in der Erziehungswissenschaft hoch umstritten.)
- Wolfgang Brezinka: Metatheorie der Erziehung. Eine Einführung in die Grundlagen der Erziehungswissenschaft, der Philosophie der Erziehung und der Praktischen Pädagogik. (4., vollständig neu bearbeitete Auflage des Buches „Von der Pädagogik zur Erziehungswissenschaft“.). Reinhardt, München / Basel 1978, ISBN 3-497-00846-X.

### Zeitschriften
- Zeitschrift »Pädagogik« im Beltz-Verlag
- »Zeitschrift für Erziehungswissenschaft« (ZfE) im Springer-Verlag
- »Vierteljahrsschrift für wissenschaftliche Pädagogik« im Brill | Schöningh Verlag
- »Zeitschrift für Pädagogik« (ZfPäd) im Beltz-Verlag
- »Pädagogische Rundschau« im Peter Lang-Verlag